# A Wreath in Time
A Wreath in Time er en amerikansk stumfilm fra 1909 af D. W. Griffith.

## Medvirkende
- Mack Sennett som John Goodhusband
- Florence Lawrence som Mrs. John Goodhusband
- Linda Arvidson
- Charles Avery
- Flora Finch